# تحصیل جتوئی
تحصیل جتوئی (به انگلیسی: Jatoi Tehsil) یک یک تحصیل در پاکستان است که در ناحیه مظفرگره واقع شده‌است. تحصیل جتوئی ۷۰۰٬۰۰۰ نفر جمعیت دارد.